# Vitor Araújo
Vitor Araújo (Recife, 13 de junho de 1989) é um pianista brasileiro. Em 2012, lançou seu segundo álbum A/B. Seu terceiro disco foi Levaguiã Terê, lançado em 2016. Junto com o ex-integrante dos Titãs Arnaldo Antunes, ele lançou o álbum Lágrimas do Mar em 2021. 
Sua composição Valsa para Lua foi usada duas vezes nos filmes da diretora Petra Costa. Ele também produziu músicas para Democracia em Vertigem, da mesma cineasta. Araújo é compositor da música tema do filme Que Horas Ela Volta? de Anna Muylaert. Em 2021, concertou seu single Le Passage d'une Planète Nomade dans un Système Solaire na Suíça com a diretora Christiane Jatahy.

## Carreira
Nascido em Recife, Araújo começou a tocar violino aos 9 anos de idade. Teve sua faixa Valsa pra Lua incluída no filme Olhos de Ressaca de Petra Costa, que usou novamente a música em seu filme premiado Elena de 2012. Em 2015, sua música foi usada como tema do filme Que Horas Ela Volta? de Anna Muylaert. Um ano após, estreiou seu álbum Levaguiã Terê no Solar de Botafogo.
Em 2021, lançou o album Lágrimas do Mar com o ex-integrante da banta Titãs Arnaldo Antunes. No mesmo ano, apresentou seu single Le Passage d'une Planète Nomade dans un Système Solaire na 75ª edição do Festival de Avignon, na Suíça, em sua segunda colaboração com a diretora Christiane Jatahy. Em 2019, encenara Le Présent qui Déborde com a mesma diretora na Europa.